# María Eidy Roca
María Eidy Roca Justiniano (Montero, Santa Cruz, Bolivia; 18 de febrero de 1954) es una médica cirujana y política boliviana que ocupó el alto cargo de ministra de Salud de Bolivia desde el 20 de mayo de 2020 hasta el 9 de noviembre de 2020, durante el gobierno de la presidenta Jeanine Áñez Chávez.

## Biografía
María Eidy Roca nació un 18 de febrero de 1954 en la ciudad de Montero perteneciente a la Provincia Obispo Santistevan del Departamento de Santa Cruz en una familia de clase media. Durante su juventud, se trasladó a vivir a la ciudad de La Paz para continuar con sus estudios superiores, logrando ingresar en 1976 a la Facultad de Medicina de la Universidad Mayor de San Andrés (UMSA), titulándose como médico cirujana de profesión el año 1983, en la sede de gobierno. Comenzó su vida profesional en los diferentes barrios de la ciudad de El Alto, trabajando como médico de barrio entre 1984 y 1985.
Durante los años 1985 y 1986, María Eidy Roca se especializó en salud pública en la UMSA, y durante los años 1987 y 1988 obtuvo un diplomado de gerencia en servicios de salud materno infantil en la Universidad de Medellín, Colombia. Obtuvo también en 1989 un diplomado en administración hospitalaria en la ciudad de Madrid, España. Trabajo gran parte de su carrera en la gestión de servicios de salud.
En 1990, realizó un posgrado en Gestión de Salud tecnológica-médica en la ciudad de Quito, Ecuador. Durante su vida laboral trabajó como consultora en sistemas y servicios de salud,a la vez también como consultora independiente.

### Viceministra de Salud y Promoción (2020)
Ingresó a trabajar en el Ministerio de Salud el año 2019 en el cargo de directora general de promoción y salud. Después de la renuncia de Erwin Viruez a su cargo de viceministro de salud el 9 de abril de 2020, María Eydi Roca ocuparía su lugar en su reemplazo.

### Ministra de Salud de Bolivia (2020)
El 20 de mayo de 2020, ante el descubrimiento del caso de los respiradores y la inminente destitución del entonces ministro Marcelo Navajas Salinas, la entonces viceministra María Eidy Roca de 66 años de edad asume el mando del Ministerio de Salud de Bolivia, aunque todavía de forma interina. El 28 de mayo de 2020, la Presidenta de Bolivia Jeanine Áñez Chávez la ratifica en su cargo.
| Predecesor: Marcelo Navajas Salinas | Ministra de Salud de Bolivia 20 de mayo de 2020 - 8 de noviembre de 2020 | Sucesor: Edgar Pozo Valdivia |